# جف برایانت (بازیکن فوتبال)
جف برایانت (انگلیسی: Jeff Bryant؛ زادهٔ ۲۷ نوامبر ۱۹۵۳) بازیکن فوتبال اهل بریتانیا است.
از باشگاه‌هایی که در آن بازی کرده‌است می‌توان به باشگاه فوتبال ای‌اف‌سی بورنموث، باشگاه فوتبال توتینگ اند میتچام یونایتد، باشگاه فوتبال والتون اند هرشام، باشگاه فوتبال ابسفلیت یونایتد، و باشگاه فوتبال ویمبلدون اشاره کرد.